# Сміле (Амурська область)
Сміле (рос. Смелое) — село у Октябрському районі Амурської області Російської Федерації. Розташоване на території українського історичного та етнічного краю Зелений Клин.
Входить до складу муніципального утворення Королинська сільрада. Населення становить 128 осіб (2018).

## Історія
З 20 жовтня 1932 року входить до складу новоутвореної Амурської області.
З 1 січня 2006 року органом місцевого самоврядування є Королинська сільрада.

## Населення
| 2002 | 2010 | 2012 | 2013 | 2014 | 2015 | 2016 |
| ---- | ---- | ---- | ---- | ---- | ---- | ---- |
| 294  | ↘150 | ↘143 | →143 | ↘139 | ↘132 | ↘130 |
| 2017 | 2018 |      |      |      |      |      |
| ↘127 | ↗128 |      |      |      |      |      |